# Джорджтаун (округ Лузерн, Пенсільванія)
Джорджтаун (англ. Georgetown) — переписна місцевість (CDP) в США, в окрузі Лузерн штату Пенсільванія. Населення — 1723 особи (2020).

## Географія
Джорджтаун розташований за координатами 41°13′36″ пн. ш. 75°52′19″ зх. д. / 41.22667° пн. ш. 75.87194° зх. д. (41.226711, -75.871992).  За даними Бюро перепису населення США в 2010 році переписна місцевість мала площу 1,94 км², уся площа — суходіл.

## Демографія
Згідно з переписом 2010 року, у селищі мешкало 1640 осіб у 761 домогосподарстві у складі 444 родин. Густота населення становила 846 осіб/км².  Було 847 помешкань (437/км²).
Расовий склад населення:
| - 96,7 % — білих - 1,1 % — чорних або афроамериканців - 0,8 % — азіатів - 0,1 % — корінних американців |

До двох чи більше рас належало 1,0 %. Частка іспаномовних становила 1,5 % від усіх жителів.
За віковим діапазоном населення розподілялося таким чином: 15,5 % — особи молодші 18 років, 63,8 % — особи у віці 18—64 років, 20,7 % — особи у віці 65 років та старші. Медіана віку мешканця становила 45,9 року. На 100 осіб жіночої статі у селищі припадало 96,9 чоловіків;  на 100 жінок у віці від 18 років та старших — 94,5 чоловіків також старших 18 років.
Середній дохід на одне домашнє господарство  становив 55 070 доларів США (медіана — 47 679), а середній дохід на одну сім'ю — 61 467 доларів (медіана — 64 833). Медіана доходів становила 45 598 доларів для чоловіків та 27 939 доларів для жінок. За межею бідності перебувало 28,9 % осіб, у тому числі 69,2 % дітей у віці до 18 років та 10,1 % осіб у віці 65 років та старших.
Цивільне працевлаштоване населення становило 844 особи. Основні галузі зайнятості: освіта, охорона здоров'я та соціальна допомога — 22,5 %, роздрібна торгівля — 16,8 %, публічна адміністрація — 11,5 %, виробництво — 10,9 %.